# Lijst van rijksmonumenten in Delfzijl (plaats)
De plaats Delfzijl telt 14 inschrijvingen in het rijksmonumentenregister. Hieronder een overzicht. 
| Object                                                                  | Oorspronkelijke functie?  | Bouwjaar                                                                          | Architect                                | Locatie                             | Coördinaten?                  | Nr.?   | Afbeelding                                                              |
| ----------------------------------------------------------------------- | ------------------------- | --------------------------------------------------------------------------------- | ---------------------------------------- | ----------------------------------- | ----------------------------- | ------ | ----------------------------------------------------------------------- |
| Grote boerderij van het Oldambster type met onderkelderd voorhuis       | Boerderij                 |                                                                                   |                                          | Farmsumerweg 40                     | 53° 19' 8" NB, 6° 53' 5" OL   | 8213   | Meer afbeeldingen                                                       |
| Adam                                                                    | Industrie- en poldermolen | 17951875 (herb. op huidige locatie) 1959-'59 (rest.) herst. in 1997, 1999 en 2000 | J.D. Medendorp (1959-'59) Jellema (2000) | Molenberg 21                        | 53° 19' 51" NB, 6° 55' 34" OL | 12310  | Meer afbeeldingen                                                       |
| Grote Waterpoort                                                        | Waterkering en -doorlaat  | 1833 (herb.)                                                                      |                                          | t.o. Waterstraat 1                  | 53° 19' 54" NB, 6° 55' 44" OL | 12311  | Meer afbeeldingen                                                       |
| Boerderij met onderkelderd dwars woonhuis onder schilddak               | Boerderij                 |                                                                                   |                                          | Farmsumerweg 59                     | 53° 19' 12" NB, 6° 53' 9" OL  | 30918  | Meer afbeeldingen                                                       |
| Huiswierde (De Bult)                                                    | Archeologisch monument    | middeleeuwen                                                                      |                                          | Biessumerlaan                       | 53° 19' 43" NB, 6° 53' 21" OL | 45307  | Upload foto                                                             |
| Station Delfzijl                                                        | Gebouw                    | 1883                                                                              |                                          | J. van den Kornputplein 1a          | 53° 20' 1" NB, 6° 55' 26" OL  | 352059 | Meer afbeeldingen                                                       |
| R.K. Sint-Jozefkerk                                                     | Kerk en kerkonderdeel     | 1924                                                                              | C.A. Hardeman                            | Buitensingel 16                     | 53° 19' 54" NB, 6° 55' 24" OL | 516183 | R.K. Sint-Jozefkerk                                                     |
| R.K. pastorie en consistorie                                            | Kerkelijke dienstwoning   | 1924                                                                              |                                          | Buitensingel 18                     | 53° 19' 53" NB, 6° 55' 23" OL | 516184 | Meer afbeeldingen                                                       |
| Zeevaartschool Abel Tasman (v/h Noorderkweekschool Abel Tasman}         | Onderwijs en wetenschap   | 1930                                                                              | C.C.J. Welleman                          | Abel Tasmanplein 4                  | 53° 19' 52" NB, 6° 55' 17" OL | 516191 | Meer afbeeldingen                                                       |
| Dubbel woonhuis in een regionale variant van de Amsterdamse Schoolstijl | Woonhuis                  | 1931 1938 (verb.) 1956 (verb.) 1986 (verb.)                                       | gebr. De Boer                            | M. van Coehoornsingel 25 Rijksweg 3 | 53° 19' 44" NB, 6° 55' 22" OL | 516198 | Dubbel woonhuis in een regionale variant van de Amsterdamse Schoolstijl |
| Huis Vliethoven                                                         | Kasteel, buitenplaats     | 18e eeuw of eerder                                                                |                                          | Zwet 13                             | 53° 19' 10" NB, 6° 54' 20" OL | 514965 | Meer afbeeldingen                                                       |
| Vliethoven, tuinaanleg                                                  | Tuin, park en plantsoen   | 19e eeuw met oudere elementen                                                     |                                          | Zwet bij 13                         | 53° 19' 8" NB, 6° 54' 20" OL  | 514966 | Upload foto                                                             |
| Vliethoven, toegangsdam                                                 | Tuin, park en plantsoen   | 18e-19e eeuw                                                                      |                                          | Zwet bij 13                         | 53° 19' 8" NB, 6° 54' 20" OL  | 514967 | Upload foto                                                             |
| Vliethoven, meerdere sokkels                                            | Tuin, park en plantsoen   | tweede en derde kwart 18e eeuw                                                    |                                          | Zwet bij 13                         | 53° 19' 8" NB, 6° 54' 20" OL  | 514968 | Upload foto                                                             |